# Karl-Aage Schwartzkopf

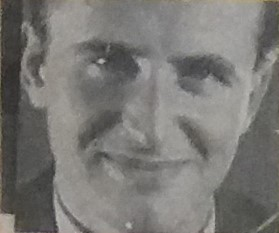
Karl-Aage Schwartzkopf.

Karl-Aage Schwartzkopf, född 1920 i Lund, död 2009, var en barn- och ungdomsboksförfattare.

## Biografi
Karl-Aage Schwartzkopfs far kom från början från Danmark, medan han själv växte upp i Osby i Skåne. När han tagit studentexamen 1940 arbetade han som fjällförare, gränspolis (i Jokkmokks distrikt 1944-1945), lokbiträde, resebyråtjänsteman, journalist och tidningsredaktör. I hans författarskap sattes det avtryck av några av dessa yrken. Från resorna som han gjorde världen runt skrev han flera resereportage under tiden när han jobbade som journalist åt olika tidningar. År 1963-1974 var han redaktör för resetidningen Utflykt.

## Författarskap
År 1946 började Karl-Aage Schwartzkopf med radio där han hade en serie som handlade om tågfamiljen Tuff-Tuff som sedan blev till två böcker. Den första boken heter ”Familjen Tuff-Tuff” och kom ut 1949. Boken blev början för honom som barnboksförfattare. Året efter kom han ut med en bok till om denna tågfamilj, ”Hemma hos familjen Tuff-Tuff”. I böckerna finns pappa loket och personvagnen mamma Tuff-Tuff. Barnen är den lilla koltendern Sotsvart och systern Finka. 
Några av Schwartzkopfs äventyrsböcker utspelar sig i fjällvärlden, ”Alaskapiloten” (1956), ”Ishavspiloten” (1957) och ”Ödemarkspiloten” (1958). Samt två böcker om fjällflygaren Harry Nickels äventyr, ”Fjällflygaren” (1963) och ”fjällflygaren och vargen” (1964) som handlar om en hjälte som utför svåra uppgifter i en tom vildmark. Schwartzkopf skrev också två historiska ungdomsböcker som utspelar sig under Armfeldts fälttåg mot Norge (1718-19), han hade intresse för historia och forskade om karolinertiden. Boken ”Yngste Karolinen” (1960) har som huvudperson 12-årige Anders Henrik Ramsay, som är med i fälttåget som hjälpreda åt general Amfeldt. Kriget visar sig inte vara riktigt likadant som Anders krigsromantiska bild. Boken ”Trumvirveln” (1966) handlar om den svenske trumslagaren Per Jonsson (15 år) och hans norske kompis. Redan i början av boken får man veta att bokens huvudpersoner kommer att avrättas. Kamratskap och att man var hjälpsam över gränsen kunde medföra dödsstraff.
Schwartzkopf skrev även mer lekfulla böcker, till exempel ”Klass 5 flyter bort” (1951) och sagorna om Lill-Nisse. Han var också en flitig författare av pjäser för skolradion, han skrev ungefär 200 radio- och tv-pjäser. Schwartzkopf har skrivit ett 25-tal sagor i "Bland tomtar och troll" från 1952 och framåt. Översättning av några av hans böcker har också gjorts.

## Stipendier
- Kungastipendium 1952.
- Litteraturfrämjandets stipendium 1967.
- Nordiskt stipendium (Norge) 1975.
- Garanterad författarpenning 1978-.

## Essäer och artiklar
- Författarporträtt. Svensk bokhandel 1972:39
- När jag umgicks med banditer. I: Min väg till barnboken. AB 1964.
- Spännande oktober. Skid- och friluftsfrämjandet: Årsbok 1973.